# فريوريك إلافسون
فريوريك إلافسون (26 يناير 1935 - 6 أبريل 2025) لاعب شطرنج آيسلندي ولقد شغل منصب رئيس الاتحاد الدولي للشطرنج بين عامي 1978 – 1982.

## روابط خارجية
- فريوريك إلافسون على موقع الاتحاد الدولي للشطرنج (الإنجليزية)
- فريوريك إلافسون على موقع مباريات الشطرنج (الإنجليزية)
- فريوريك إلافسون على موقع 365Chess.com (الإنجليزية)
- فريوريك إلافسون على موقع Chesstempo.com (الإنجليزية)
- فريوريك إلافسون سجل أولمبياد الشطرنج على موقع OlimpBase.org (الإنجليزية)